# Saint-Mars-d’Égrenne
Saint-Mars-d’Égrenne település Franciaországban, Orne megyében. Lakosainak száma 640 fő (2022. január 1.). Saint-Mars-d’Égrenne Saint-Roch-sur-Égrenne, Saint-Fraimbault, Torchamp, Saint-Cyr-du-Bailleul, Domfront en Poiraie, Mantilly, Passais Villages és Saint-Gilles-des-Marais községekkel határos.

## Népesség
A település népessége az elmúlt években az alábbi módon változott:
| Lakosok száma | 684  | 677  | 703  | 677  | 669  | 661  | 653  | 646  | 640  |
|               | 2013 | 2015 | 2016 | 2017 | 2018 | 2019 | 2020 | 2021 | 2022 |